# Echinocereus
Echinocactus es un género de plantas suculentas perteneciente a la familia Cactaceae. Contiene 84 especies aceptadas y son nativas desde el oeste y centro de Estados Unidos hasta México. Además ha sido introducido en las Islas Canarias (España).

## Descripción
Las especies de este género crecen de forma solitaria o ramificada, con brotes postrados o erguidos. La forma de los tallos va de esférica a cilíndrica, alcanzan alturas de entre 1 y 60 cm, y sus raíces son fibrosas o tuberosas. Presentan de 4 a 26 costillas que suelen estar diferenciadas y rara vez se dividen en tubérculos. Sobre ellas se asientan areolas de las que pueden emerger espinas de diversas formas.
Las flores tienen forma de embudo, se abren durante el día y van de pequeñas a grandes. Pueden surgir en la parte superior de una areola o atravesar directamente la epidermis. De hecho, una característica distintiva y probable sinapomorfía del género son las flores eruptivas, donde los botones florales se desarrollan internamente y atraviesan la epidermis del tallo para emerger. Esta morfología floral es probablemente una adaptación para proteger los botones en desarrollo de las bajas temperaturas. 
Al madurar, las flores suelen ser de colores brillantes y se abren durante el día. El color floral es variable porque el color del perianto refleja la especificidad del polinizador: las flores rojas generalmente se asocian con la polinización por colibríes, mientras que las flores rosadas tienden a corresponder a la polinización por polillas. El pericarpelo y el tubo floral están presentan areolas provistas de espinas, cerdas y a veces lana. El estigma suele ser verde o a veces blanco.
Los frutos, de forma esférica a ovalada, son de color verde a rojo y generalmente espinosos, aunque las espinas pueden desprenderse al madurar. Suelen ser jugosos y se abren a lo largo de una hendidura longitudinal. A veces son fragantes y contienen semillas negras en su interior. Éstas son tuberculadas, ampliamente ovaladas y miden de 0,8 a 2 mm de largo.

## Distribución
El área de distribución nativa de este género abarca desde el oeste y centro de Estados Unidos (concretamente en los estados de Arizona, California, Colorado, Kansas, Nebraska, Nevada, Nuevo México, Oklahoma, Dakota del Sur, Texas, Utah y Wyoming) hasta México. Además ha sido introducido en las Islas Canarias (España).

## Taxonomía
El género fue descrito por el botánico alemán George Engelmann y publicado en el libro Memoir of a Tour to Northern Mexico: connected with Col. Doniphan's Expedition: 91 en 1848.
Etimología
Echinocereus: nombre genérico formado a partir de las palabras latinas ĕchīnus (que significa ‘erizo’) y cereus (que se traduce como 'vela' o 'cirio'), en alusión a los tallos cortos, columnares y espinosos que presentan las especies de este género.

## Especies aceptadas
Actualmente, el género Echinocereus consta de 84 especies aceptadas según Plants of the World Online (POWO):
| Imagen | Nombre científico                                                         | Distribución                                                                       |
| ------ | ------------------------------------------------------------------------- | ---------------------------------------------------------------------------------- |
|        | Echinocereus acanthosetus (S.Arias & U.Guzmán) Gómez-Quint. & Dan.Sánchez | Suroeste de México (Oaxaca)                                                        |
|        | Echinocereus acifer (Otto ex Salm-Dyck) Haage                             | México                                                                             |
|        | Echinocereus adustus Engelm.                                              | Noreste de México (Chihuahua)                                                      |
|        | Echinocereus albatus Backeb.                                              | Noreste de México (sureste de Coahuila y Nuevo León)                               |
|        | Echinocereus apachensis W.Blum & Rutow                                    | Arizona                                                                            |
|        | Echinocereus arizonicus Rose ex Orcutt                                    | Arizona, Nuevo México y noreste de México (Chihuahua)                              |
|        | Echinocereus bakeri W.Blum, Oldach & J.Oldach                             | Arizona, Nevada y Utah                                                             |
|        | Echinocereus barthelowianus Britton & Rose                                | Noreste de México (Isla Magdalena)                                                 |
|        | Echinocereus berlandieri (Engelm.) Haage                                  | Desde el sur de Texas hasta el noreste de México                                   |
|        | Echinocereus blumii D.Félix & H.Bauer                                     | Noreste de México (Coahuila)                                                       |
|        | Echinocereus bonkerae Thornber & Bonker                                   | Arizona                                                                            |
|        | Echinocereus brandegeei (J.M.Coult.) K. Schum.                            | Noroeste de México (Baja California Sur)                                           |
|        | Echinocereus bristolii W.T.Marshall                                       | Noroeste de México (Sonora Oriental)                                               |
|        | Echinocereus canus D.Félix & H.Bauer                                      | Suroeste de Texas                                                                  |
|        | Echinocereus carmenensis W.Blum, Mich.Lange y Scherer                     | Noreste de México (Coahuila)                                                       |
|        | Echinocereus chisoensis W.T.Marshall                                      | Noreste de México y Texas                                                          |
|        | Echinocereus chloranthus (Engelm.) Haage                                  | Arizona, Nuevo México, Texas y noreste de México                                   |
|        | Echinocereus cinerascens (DC.) Haage                                      | México (hasta Jalisco)                                                             |
|        | Echinocereus coccineus Engelm.                                            | Noreste de México, Colorado, Nuevo México y Texas                                  |
|        | Echinocereus dasyacanthus Engelm.                                         | Norete de México, Nuevo México y Texas                                             |
|        | Echinocereus davisii Houghton                                             | Suroeste de Texas                                                                  |
|        | Echinocereus engelmannii (Parry ex Engelm.) Lem.                          | Arizona, California, noroeste de México, Nevada y Utah                             |
|        | Echinocereus enneacanthus Engelm.                                         | Noreste de México y Texas                                                          |
|        | Echinocereus fasciculatus (Engelm. ex B.D.Jacks.) L.D.Benson              | Arizona, norte de México y Nuevo México                                            |
|        | Echinocereus felixianus H.Bauer                                           | Noreste de México (Coahuila)                                                       |
|        | Echinocereus fendleri (Engelm.) Sencke ex Haage                           | Arizona, Colorado, Norte de México, Nuevo México, Texas yUtah                      |
|        | Echinocereus ferreiranus H.E.Gates                                        | Noroeste de México (Baja California)                                               |
|        | Echinocereus freudenbergeri G.Frank                                       | Noreste de México (Sur de Coahuila)                                                |
|        | Echinocereus grandis Britton & Rose                                       | Noroeste de México (Islas de las Ánimas)                                           |
|        | Echinocereus gurneyi (L.D.Benson) W.Blum, Oldach & J.Oldach               | Oeste de Texas                                                                     |
|        | Echinocereus huitcholensis (F.A.C.Weber) M.Gürke                          | México (del sureste de Sinaloa al noroeste de Jalisco)                             |
|        | Echinocereus knippelianus Liebner                                         | Noreste de México (Coahuila, Nuevo León, Tamaulipas y San Luis Potosí)             |
|        | Echinocereus kroenleinii (Mich.Lange) W.Blum & Waldeis                    | Noreste de México (Coahuila)                                                       |
|        | Echinocereus laui G.Frank                                                 | México (Sonora Oriental y Chihuahua)                                               |
|        | Echinocereus ledingii Peebles                                             | Sureste de Arizona                                                                 |
|        | Echinocereus leucanthus N.P.Taylor                                        | Noroeste de México (Sonora y Sinaloa)                                              |
|        | Echinocereus longisetus (Engelm.) Lem.                                    | Noreste de México (Coahuila)                                                       |
|        | Echinocereus mapimiensis E.F.Anderson, W.C.Hodg. & P.Quirk                | Noreste de México (Coahuila y Durango)                                             |
|        | Echinocereus maritimus (M.E.Jones) K.Schum.                               | Noroeste de México (oeste de Baja California)                                      |
|        | Echinocereus marksianus Fritz Schwarz ex Backeb.                          | Noreste de México (San Luis Potosí)                                                |
|        | Echinocereus milleri W.Blum, Kuenzler & Oldach                            | Centro-oeste de Texas                                                              |
|        | Echinocereus neocapillus (Weniger) W.Blum & Mich.Lange                    | Oeste de Texas (Cuenca Marathon)                                                   |
|        | Echinocereus nicholii (L.D.Benson) B.D.Parfitt                            | Desde el sur de Arizona hasta el noroeste de México (Sonora)                       |
|        | Echinocereus occidentalis (N.P.Taylor) W.Rischer, S.Breckw. & Breckw.     | Noreste de México                                                                  |
|        | Echinocereus ortegae Rose                                                 | Norte de México                                                                    |
|        | Echinocereus pacificus (Engelm.) Britton & Rose                           | Noroeste de México (noroeste de Baja California)                                   |
|        | Echinocereus palmeri Britton & Rose                                       | Noreste de México (Chihuahua y Durango)                                            |
|        | Echinocereus pamanesii A.B.Lau                                            | Noreste de México (sur de Durango y oeste de Zacatecas)                            |
|        | Echinocereus papillosus Linke ex C.F.Först. & Rümpler                     | Desde el sur de Texas hasta el noreste de México                                   |
|        | Echinocereus parkeri N.P.Taylor                                           | Noreste de México                                                                  |
|        | Echinocereus pectinatus (Scheidw.) Engelm.                                | Desde Texas hasta el norte de México                                               |
|        | Echinocereus pentalophus (DC.) Engelm. ex Haage                           | Este de México (hasta Jalisco)                                                     |
|        | Echinocereus perplexus W.Blum & A.P.Campos                                | Texas                                                                              |
|        | Echinocereus polyacanthus Engelm.                                         | México (de Chihuahua a Jalisco)                                                    |
|        | Echinocereus poselgeri Lem.                                               | Desde el sur de Texas hasta el noreste de México                                   |
|        | Echinocereus primolanatus Fritz Schwarz ex N.P.Taylor                     | México (hasta Jalisco)                                                             |
|        | Echinocereus pseudopectinatus (N.P.Taylor) N.P.Taylor                     | Desde el sureste de Arizona hasta México (noreste de Sonora)                       |
|        | Echinocereus pulchellus (Mart.) K.Schum.                                  | México (Hidalgo y Puebla)                                                          |
|        | Echinocereus rayonesensis N.P.Taylor                                      | Noreste de México (Coahuila, Nuevo León y Tamaulipas)                              |
|        | Echinocereus rebmanii W.Blum & R.Goris                                    | Noroeste de México (Baja California Sur)                                           |
|        | Echinocereus reichenbachii (Terscheck) Haage                              | Desde el suroeste de Kansas hasta el centro de Texas y el noreste de México        |
|        | Echinocereus relictus Wellard                                             | Utah                                                                               |
|        | Echinocereus rigidissimus (Engelm.) Hirscht                               | Desde el sureste de Arizona hasta el suroeste de Nuevo México y el norte de México |
|        | Echinocereus russanthus D. Weniger                                        | Desde el suroeste de Texas hasta México (Chihuahua y Coahuila)                     |
|        | Echinocereus salm-dyckianus Scheer                                        | Norte de México (del este de Sonora al oeste de Chihuahua)                         |
|        | Echinocereus santaritensis W. Blum y Rutow                                | Desde Arizona hasta Nuevo México y México (Sonora y Chihuahua)                     |
|        | Echinocereus scheeri (Salm-Dyck) Scheer                                   | México (del este de Sonora al oeste de Durango)                                    |
|        | Echinocereus schereri G.Frank                                             | Noreste de México (Durango)                                                        |
|        | Echinocereus schmollii (Weing.) N.P.Taylor                                | Noreste de México (del sureste de Querétaro a Hidalgo)                             |
|        | Echinocereus sciurus (Brandegee) Dams                                     | Noroeste de México (Sur de Baja California Sur)                                    |
|        | Echinocereus scopulorum Britton & Rose                                    | Noroeste de México (hasta Nayarit)                                                 |
|        | Echinocereus sharpii (N.P.Taylor) Dan.Sánchez & Gómez-Quint.              | Noreste de México (Nuevo León)                                                     |
|        | Echinocereus spinigemmatus A.B.Lau                                        | México (Jalisco y Zacatecas)                                                       |
|        | Echinocereus stoloniferus W.T.Marshall                                    | México (sureste de Sonora y Sinaloa)                                               |
|        | Echinocereus stramineus (Engelm.) Haage                                   | Desde el sureste de Nuevo México hasta el oeste de Texas y el noreste de México    |
|        | Echinocereus subinermis Salm-Dyck ex Scheer                               | Norte de México (Sonora, Sinaloa, suroeste de Chihuahua y Durango)                 |
|        | Echinocereus triglochidiatus Engelm.                                      | Desde Colorado hasta Nuevo México y el noroeste de México                          |
|        | Echinocereus viereckii Werderm.                                           | México (Tamaulipas, Nuevo León y Coahuila)                                         |
|        | Echinocereus viridiflorus Engelm.                                         | Desde el suroeste de Dakota del Sur hasta el norte de Texas y México (Coahuila)    |
|        | Echinocereus waldeisii Haugg                                              | Noreste de México (San Luis Potosí)                                                |
|        | Echinocereus websterianus G.E.Linds.                                      | Noroeste de México (Sonora: Isla de San Pedro Nolasco)                             |
|        | Echinocereus weinbergii Weing.                                            | Noreste de México (hasta Jalisco)                                                  |
|        | Echinocereus yavapaiensis M.A.Baker                                       | Centro de Arizona                                                                  |
|        | Echinocereus zapalinamensis W.Blum & J.Flores Ventura                     | Noreste de México (Sierra de Zapalina)                                             |